# 奧特泰爾縣
奧特泰爾縣（英語：Otter Tail County）是美國明尼蘇達州西部的一個縣。面積5,762平方公里。根據美國2000年人口普查，共有人口57,159人。縣治弗格斯福爾斯 (Fergus Falls)。
成立於1858年3月18日，縣名來自奧特泰爾湖和奧特泰爾河。